# Seven Gnoms
I Seven Gnoms sono un gruppo cabarettistico e musicale vicentino.

## Storia
Il gruppo, sorto a Vicenza nel 1983 e sulla scena da trent'anni, ha al suo attivo dieci allestimenti di spettacoli e tre album musicali. È composto di otto elementi, di cui una voce narrante e sette attori/musicisti/compositori. Il loro repertorio (che essi definiscono con il neologismo di musicabaret) è fortemente legato alla cultura locale, con un utilizzo ironico della lingua veneta ed una componente musicale estremamente eclettica, dal rock alla canzone d'autore, con testi spesso giocati sulla parodia.
I loro titoli di esordio, Nani di Fata ed Il Piccolo Grande Uovo (di Colombo), si imperniano sulle presunte vicende di personaggi di bassa statura (fisica, ovviamente) come la Principessa Lajana, PolliGino o Nanoleone.
In tempi più recenti, oltre alla registrazione di Non Solo Seven, sono stati alle prese con le dolci riflessioni di On de Rod ed i debiti richiami alla vita ed alle abitudini degli anni Sessanta. 
Successivamente si sono presentati al pubblico con Spasso Carrabile dissacrando tutto ciò che porta a ridere di ogni cosa con sullo sfondo quel tal Michelasso che se la gode imperterrito continuando a spassarsela.
Dopo, i successi de I Mefitici Sette (i sette vizi capitali: ira, accidia, lussuria, gola, superbia, avarizia ed invidia nonché astemia e guida con cappello) e La Borsa o la Vita critico sberleffo alla new economy nel quale si racconta come i soldi “vanno e vengono”.
Per tutto il 2004 i SevenGnoms hanno proposto Sinfonia in Do... (mi e ti) viaggio fra i piaceri, i dissapori, i godimenti e le astuzie della vita di coppia visto dalla parte degli oggetti che "arredano" il quotidiano tran-tran del rapporto uomo - donna.
Dal 2006 sono stati in scena per quasi due anni con il loro S.M.S. (Staria Mejo Sensa) sarcastico gioco a ritroso nel tempo in cui lo sberleffo è rivolto ad una società sempre più alle prese con i frenetici e nevrotici sistemi della comunicazione.
Dallo spettacolo è nato anche il loro terzo CD: GNOMO 7te - Messaggi dell'altro mondo
Il 2007 ha visto la luce la prima produzione in collaborazione con Alberto Graziani e il regista Claudio Manuzzato, Sterzi a Parte, ci fa scoprire che al centro dell'universo non c'è più l'uomo, ma l'uomo al volante.
Domeniche senza auto, isole pedonali e blocchi della circolazione sono soltanto i bordi di un pianeta fatto ormai a misura di auto, dove i bambini non pronunciano più “mamma” come prima parola, ma “rotatoria”.
Sterzi a parte è un viaggio ad occhi aperti in un mondo dove si vive, si ama, si odia, si ride e si piange ancora con trasporto, ma essenzialmente su gomma.
Lo spettacolo affronta e si prende gioco degli aspetti più umani e disumani dell'universo motorizzato: ce n'è per tutti i gusti, dalle tipologie e i comportamenti dei guidatori al crash test, dal navigatore satellitare all'assessore alla mobilità, dal motore a idrogeno all'effetto serra, dalle rotatorie moulinex al passaggio dei pedoni sulle zebre, delle zebre sui pedoni e delle auto su entrambi.

## Allestimenti
- Nani di Fata
- Il Piccolo Grande Uovo (di Colombo)
- On de Rod
- Spasso Carrabile
- I Mefitici Sette
- O la Borsa o la Vita
- Sinfonia in Do (mi e ti)
- Sms (starja mejo sensa)
- Sterzi a Parte
- Seven in Condotta ovvero Gioventù Bocciata
- Io al mare non ci volevo venire

## Discografia
- La Sagra dei Nani
- Non Solo Seven
- Andate e Moltiplicatevi (elogio della pirateria discografica) - home recordings
- Gnomo 7te

## Video DVD
- SMS staria mejo sensa (registrato al Teatro di Dueville - prodotto da TVA Vicenza)

## Componenti del gruppo
- Beppe Adrogna: tastiere, trombone
- Mauro Bertuzzo: basso
- Alessandro D'Alessandro: voce, chitarra
- Daniele Fabris: batteria
- Marino Girotto: chitarra, voce
- Mario Miraglia: sax
- Carlo Trentin: voce recitante
- Roberto Zoppelletto: chitarra solista, banjo, flauto traverso,basso,percussioni .

## Collaboratori passati e presenti
- Gianni Gastaldon: batteria, voce
- Pieregidio "Gegio" Spiller: violino, battute
- Toni Vedù (fino alla scomparsa nel 2015): voce recitante, regista, coautore testi
- Pierandrea "Barbu" Barbujani: voce recitante
- Carlo Dalla Pozza: voce recitante
- Pino Costalunga: regista
- Claudio Manuzzato: regista
- Alberto Graziani: autore testi